# Schloss Niederleis
Schloss Niederleis ist eine ehemalige Wasserschlossanlage im Norden der Gemeinde Niederleis im Bezirk Mistelbach in Niederösterreich. Das Schloss stehen unter Denkmalschutz (Listeneintrag).

## Lagebeschreibung
Das Schloss steht im Norden der Ortschaft Niederleis inmitten einer Parkanlage. Das Bauwerk war früher von einem Wassergraben umgeben.

## Geschichte
Die erste urkundliche Erwähnung erfolgte 1308. Der heutige Bau stammt aus dem 16. Jahrhundert. Die Herren von Leis (Lizze oder Leys) werden bereits zur Zeit der ersten Babenberger mehrfach erwähnt, jedoch befand sich bei Scheibbs ein gleichnamiger Ort. In der ersten Hälfte des 15. Jahrhunderts könnten die Polheimer und die Fritzendorfer Grundherren gewesen sein, Ende des Jahrhunderts Wolfgang von Ludmannsdorf, danach splittete sich der Besitz auf. Im Dreißigjährigen Krieg gelangte die Herrschaft an die Familien Breunner und Lobkowitz. 1645 wurde das Schloss verwüstet. Im 17. Jahrhundert war das Schloss im Besitz des Stiftes Heiligenkreuz, in dieser Zeit gab es bedeutende bauliche Veränderungen. Abt Michael Schnabel erwarb das Gut 1651. Die Kaisersteinbrucher Steinmetzmeister arbeiteten hier und fertigten Kaiserstein-Werkstücke im Schloss. Im Stiftsarchiv befinden sich einige Rechnungen der Jahre 1655–1657, die Brüder Ambrosius und Giorgio Regondi betreffend. 1867 erwarb Graf Maximilian von Wallis die Herrschaft. Unter dessen Sohn, Graf Josef Wallis, der den Besitz 1882 übernommen hatte, erlebte das Schloss eine späte Blütezeit. Er war ein Freund des Grafen Wilczek, der als Erbauer von Kreuzenstein bekannt ist und wie dieser ein großer Kunstmäzen und -sammler. 1928 erbte seine Nichte Anna Gräfin Schaffgotsch Schloss und Gut Niederleis, in deren Familie es sich seither befindet. Viele Kunstschätze, wie wertvolle deutsche und italienische Möbel, kostbare spanische Ledertapeten oder flämische Wandteppiche warten auf die Besucher. Prunkstück der Sammlung ist ein großes Kreuz über dem spanischen Barockaltar in der Schlosskapelle. Es stammt aus dem 14. Jahrhundert und wird der Schule Giottos zugeschrieben. Die Inneneinrichtung stammt aus dem 19. Jahrhundert. 1968 waren Schloss und Park Hauptdrehorte für Moos auf den Steinen, jenen Kinofilm, der heute von der Filmwissenschaft als erste Arbeit des Neuen Österreichischen Films erachtet wird.

## Architektur

### Außenbeschreibung
Das Schloss ist eine unregelmäßige, vierflügelige Anlage um einen Hof. Auf der Hofseite weist es zwei, auf der Außenseite drei Geschoße auf. An den Ecken steht jeweils ein Rundturm, der bis zur Dachtraufe reicht. Darüber sind gestufte Kegeldächer. Vom Südwestflügel aus führt eine Steinbrücke mit Balustrade und Steinfiguren über den ehemaligen Wassergraben. Sie wurde 1735 errichtet. Die Figuren stellen den heiligen Johannes Nepomuk, den heiligen Antonius von Padua, den heiligen Benedikt von Nursia und den heiligen Bernhard von Clairvaux dar. Die Figuren stammen eventuell von Giovanni Giuliani. Die Steinbrücke führt zu einem vorgezogenen Torturm. Das Portal ist mit Voluten bekrönt und stammt aus dem Jahr 1651. Darüber befinden sich Doppelfenster mit Steinwappen. Hofseitig ist der Südwestflügel reicher gegliedert als die anderen Trakte. Der Mittelteil ist durch einen Giebel und einen überhöhten Torturm akzentuiert. Östlich davon befindet sich ein Arkadengang mit Flachdecke, die auf Konsolen ruht. Vom Arkadengang aus erreicht man die Kapelle.
Am Westtrakt befinden sich korbbogenförmige Blendarkaden.

### Innenbeschreibung
Die Innengestaltung stammt zum Großteil aus dem 19. Jahrhundert. Der Festsaal im Nordosttrakt ist ein vierachsiger Raum mit Kassettendecke und korbbogenförmigen Türen. Der italienische Kamin stammt aus dem 15. Jahrhundert.
Die Kapelle im Südwesttrakt ist ein dreiachsiger Raum mit geradem Schluss. Das Langhaus ist kreuzgratgewölbt, im Chor ist Stichkappentonnengewölbe. Im Westen ist eine tonnenunterwölbte Empore. An den Wänden der Kapelle sind Steinintarsien. Die Ausstattung besteht aus Originalen des italienischen Trecento und Quattrocento. Der Hochaltar ist die Nachbildung einer Croce dipinta. Im ganzen Schloss befinden sich Originale und Kopien römisch-antiker, mittelalterlicher und Renaissance-Plastiken sowie kunstgewerblicher Gegenstände meist italienischer Provenienz.

## Parkanlage
Der ehemalige Schlosspark ist teilweise als romantisch angelegte Parkanlage aus der Zeit um 1800 erhalten. Die Wegeführung und die Bepflanzung ist teilweise erhalten. Die Gartentore mit teilweise verschiedenen Spolien sind teilweise erhalten und stammen vermutlich aus Italien. Außerdem gibt es eine barocke Grottennische mit Giebel sowie barocke Standfiguren in zweiter Verwendung aus dem ersten Drittel des 18. Jahrhunderts.